# دون إستيل
دون إستيل (بالإنجليزية: Don Estelle)‏ (و. 1933 – 2003 م) هو ممثل، ومغني، وممثل أفلام، وممثل تلفزي بريطاني، بدأ مشواره المهني سنة 1954، توفي في روتشديل، عن عمر يناهز 70 عاماً، بسبب مرض.

## وصلات خارجية
- دون إستيل على موقع IMDb (الإنجليزية)
- دون إستيل على موقع ميوزك برينز (الإنجليزية)
- دون إستيل على موقع أول موفي (الإنجليزية)
- دون إستيل على موقع قاعدة بيانات الأفلام السويدية (السويدية)
- دون إستيل على موقع أول ميوزيك (الإنجليزية)
- دون إستيل على موقع ديسكوغز (الإنجليزية)
- دون إستيل على موقع قاعدة بيانات الفيلم (الإنجليزية)